# Sport en Croatie

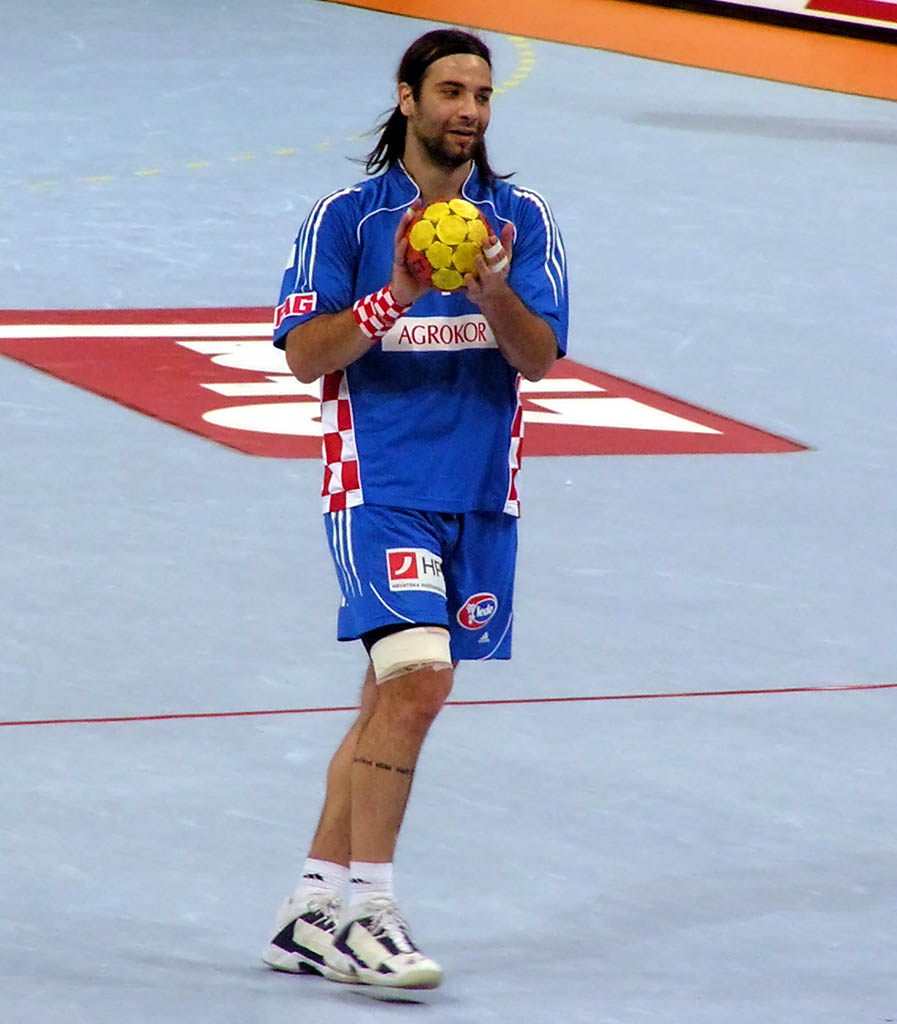
Ivano Balić, meilleur joueur dans l'équipe championne olympique en 2004

Le sport est une activité très populaire en Croatie, qui compte plus de 16 000 associations sportives. Les sports les plus pratiqués sont les sports collectifs, tels le football (1 500 clubs), basket-ball, water-polo, volley-ball et handball, mais également les sports individuels, comme le tennis (victoire de la Coupe Davis en 2005 et 2018).

## Grands champions
Parmi les grands sportifs croates figurent Dražen Petrović, basketteur au Real et en NBA, Davor Šuker, meilleur buteur de la coupe du monde de football 1998 où il obtient la médaille de bronze avec l'équipe croate, Goran Ivanišević, joueur de tennis médaillé en simple et en double aux Jeux Olympiques et vainqueur à Wimbledon en 2001, Janica Kostelic, une des meilleures skieuses de l'histoire, son frère Ivica, plusieurs fois champion également dans la discipline, ainsi que Ivano Balić, handballeur meilleur joueur de l'équipe championne olympique en 2004.
La Croatie est également très bien représentée dans les sports de combats, avec Branko Cikatic, premier vainqueur du K-1 World Grand Prix en 1993 , Mirko Cro Cop, légende du MMA, vainqueur au grand prix du PRIDE 2006, du RIZIN 2016, et du K-1 World Grand prix 2012, clôturant ainsi le palmarès des champions du kickboxing.
Le 11 juillet 2018, l'équipe de football croate se qualifie pour sa première finale de coupe du monde de football en battant l'Angleterre en demi-finale, 2 à 1 après prolongation. Elle termine à la deuxième place de la compétition, battue 4-2 par l'Équipe de France de football.
Le 25 novembre 2018, l'équipe de tennis de Croatie remporte la finale de la Coupe Davis face à la France tenante du titre 3-1, c'est la seconde fois qu'elle remporte cette compétition de son histoire.

## Principaux championnats nationaux
- Championnat de Croatie de basket-ball
- Championnat de Croatie de football
- Championnat de Croatie de handball masculin
- Championnat de Croatie de water-polo
- Championnats de Croatie de cyclisme

## Équipes nationales
- Équipe de Croatie de basket-ball
- Équipe de Croatie de football
- Équipe de Croatie de handball masculin
- Équipe de Croatie de volley-ball
- Équipe de Croatie de water-polo